# Буцефал
Буцефал (старогръцки: Βουκεφάλας ≈ Бича глава; живял ок. 30 години, от 355 г. пр. Хр. до юни 326 г. пр. Хр.) е конят на Александър Македонски.
По всяка вероятност името идва от белега му по рождение на муцуната или от клеймото, което се поставяло на конете от тази елитна порода. Според легендата произхожда от конете на цар Диомед. Хранели Буцефал с месото на осъдените на смърт. Той бил много буен кон.
Александър успял да го опитоми. Историята как е станало това е разказана от Плутарх. През 344 г. пр. Хр., 12-годишният Александър получил кон. Филоник Тесалийски, конепродавец, предложил коня на Филип II за сумата от 12 таланта (16 таланта според Плиний Стари), което било голяма за времето си сума. Тъй като никой не можел да обуздае този кон, Филип не се заинтересувал от предложението, за разлика от сина си и обещал да плати за коня само ако Александър успее да го обязди. За изненада на всички, Александър успял. Говорел му успокояващо и обърнал коня, така че да не си вижда сянката, която изглежда го плашела. Подарявайки му жребеца, Филип казал: „Трябва да си търсиш друго, достойно за теб царство, защото Македония ще бъде много малка за тебе и не ще ти стига.“
При решителната битка с индийския цар Пор, конят се удавил. Александър го погребва тържествено и издига на гроба му паметник. Заедно с коня Александър основал и Никея.